# Emohua
Emohua é uma cidade e área do estado de Rios, na Nigéria. Tem 831 quilômetros quadrados e segundo censo de 2016, havia 282 500 residentes.